# 10867 Lima
För andra betydelser, se Lima (olika betydelser).
10867 Lima eller 1996 NX4 är en asteroid i huvudbältet som upptäcktes den 14 juli 1996 av den belgiske astronomen Eric W. Elst vid La Silla-observatoriet. Den är uppkallad efter Perus huvudstad, Lima.
Asteroiden har en diameter på ungefär 9 kilometer.